# Demiansk
Demiansk (en ruso: Демя́нск) es una localidad (asentamiento de tipo urbano) del óblast de Nóvgorod, centro administrativo del raión homónimo, en Rusia. Está ubicada a lo largo del río Yavón (Iavon). Población: 5.252 habitantes (censo de 2010).

## Historia
Fue mencionada por primera vez en las crónicas de 1406. El asentamiento fue el lugar donde se desarrolló la batalla de Demiansk, durante la Segunda Guerra Mundial en 1942.

## Evolución demográfica
| Censo | 1825 | 1833 | 1840 | 1847  | 1856  | 1863  | 1867  | 1870  | 1885  | 1897  | 1910  |
| ----- | ---- | ---- | ---- | ----- | ----- | ----- | ----- | ----- | ----- | ----- | ----- |
| Pob.  | 567  | 934  | 640  | 1.221 | 1.652 | 1.696 | 1.553 | 1.474 | 1.338 | 1.648 | 2.013 |

| Censo | 1917  | 1920  | 1923  | 1926  | 1939  | 1959  | 1970  | 1979  | 1989  | 2002  | 2010  |
| ----- | ----- | ----- | ----- | ----- | ----- | ----- | ----- | ----- | ----- | ----- | ----- |
| Pob.  | 1.988 | 2.224 | 2.462 | 2.472 | 3.370 | 3.752 | 4.319 | 5.158 | 5.999 | 5.825 | 5.252 |